# Coenotephria flavistrigata
Coenotephria flavistrigata là một loài bướm đêm trong họ Geometridae.